# Vietnamska abeceda
Vietnámska abecéda ima 29 črk v kolacijskem vrstnem redu:
| Velike črke | Velike črke | Velike črke | Velike črke | Velike črke | Velike črke | Velike črke | Velike črke | Velike črke | Velike črke | Velike črke | Velike črke | Velike črke | Velike črke | Velike črke | Velike črke | Velike črke | Velike črke | Velike črke | Velike črke | Velike črke | Velike črke | Velike črke | Velike črke | Velike črke | Velike črke | Velike črke | Velike črke | Velike črke |
| ----------- | ----------- | ----------- | ----------- | ----------- | ----------- | ----------- | ----------- | ----------- | ----------- | ----------- | ----------- | ----------- | ----------- | ----------- | ----------- | ----------- | ----------- | ----------- | ----------- | ----------- | ----------- | ----------- | ----------- | ----------- | ----------- | ----------- | ----------- | ----------- |
| A           | Ă           | Â           | B           | C           | D           | Đ           | E           | Ê           | G           | H           | I           | K           | L           | M           | N           | O           | Ô           | Ơ           | P           | Q           | R           | S           | T           | U           | Ư           | V           | X           | Y           |
| Male črke   |             |             |             |             |             |             |             |             |             |             |             |             |             |             |             |             |             |             |             |             |             |             |             |             |             |             |             |             |
| a           | ă           | â           | b           | c           | d           | đ           | e           | ê           | g           | h           | i           | k           | l           | m           | n           | o           | ô           | ơ           | p           | q           | r           | s           | t           | u           | ư           | v           | x           | y           |

Vietnamščina rabi tudi deset dvočrkij in eno tričrkje:
ch, gh, gi, kh, ng, ngh, nh, ph, qu, th, tr
Te skupine so ime nekdaj za posamezne črke in tako jih obravnavajo tudi stzarejši slovarji. Sedaj ne veljajo več za posamezne črke za kolacijo in podobne namene. 'Ch' bo v sodobnih slovarjih na primer razvrščen med 'ca' in 'co'.
Črke 'f', 'j', 'w' in 'z' vietnamska abeceda ne pozna, rabijo se le v tujih sposojenih besedah. 'W' se včasih rabi namesto 'u' v kraticah. V neuradni pisavi se 'w', 'f' in 'j' včaih rabijo za 'qu', 'ph' in 'gi'.

## Opis
Vietnamska abeceda, imenovana Chữ Quốc Ngữ (pisava narodnega jezika), po navadi okrajšano na Quốc Ngữ (narodni jezik), je trenutna pisava za vietnamščino. temelji na latinici, oziroma natančneje na portugalski različici z nekaterimi dvočrkji in dodatnimi devetimi naglasnimi znamenji ali diakritičnimi znaki - štiri za tvorjenje dodatnih glasov, pet pa za naznačevanje tonov vsake besede. Zaradi veliko diakritičnih znakov, pogosto dveh v isti besedi, je vietnamščina zelo razpoznavna.

## Imena črk in izgovorjava
| črka    | ime             | IPA                                             |
| ------- | --------------- | ----------------------------------------------- |
| A a     | a               | aː                                              |
| Ă ă     | á               | a                                               |
| Â â     | ớ               | ə, ɜ                                            |
| B b     | bê, bờ          | ɓ, ʔb                                           |
| C c     | xê, cờ          | k                                               |
| D d     | dê, dờ          | severna izgovorjava: z, južna izgovorjava : j   |
| Đ đ     | đê, đờ          | ɗ, ʔd                                           |
| E e     | e               | ɛ                                               |
| Ê ê     | ê               | e                                               |
| (F) (f) | ép              |                                                 |
| G g     | giê, gờ         | ɣ ʒ（pred i, ê in e）                           |
| H h     | hát, hờ         | h                                               |
| I i     | i ngắn          | i                                               |
| (J) (j) | gi              |                                                 |
| K k     | ca, kờ          | k                                               |
| L l     | e-lờ, lờ        | l                                               |
| M m     | em-mờ, mờ       | m                                               |
| N n     | en-nờ, nờ       | n                                               |
| O o     | o               | ɔ                                               |
| Ô ô     | ô               | o                                               |
| Ơ ơ     | ơ               | əː, ɜː                                          |
| P p     | pê, pờ          | p                                               |
| Q q     | cu, quy, quờ    | k                                               |
| R r     | e-rờ, rờ        | severna izgovorjava: z, južna izgovorjava: ʐ, ɹ |
| S s     | ét-sì, sờ       | s, južna izgovorjava: ʂ                         |
| T t     | tê, tờ          | t                                               |
| U u     | u               | u                                               |
| Ư ư     | ư               | ɯ                                               |
| V v     | vê, vờ          | v, južna izgovorjava: j                         |
| (W) (w) | vê kép, vê-đúp  |                                                 |
| X x     | ích-xì, xờ      | s                                               |
| Y y     | i dài, i-cờ-rét | i                                               |
| (Z) (z) | giét            |                                                 |